# Euphorbia dekindtii
Euphorbia dekindtii es una especie fanerógama perteneciente a la familia Euphorbiaceae. Es endémica de Angola .

## Descripción
Es una de las especies suculentas del género Euphorbia, espinosa y de raíz sub-tuberosa. Posee un crecimiento arbustivo, con tronco corto más o menos cilíndrico que se vuelve leñoso y retorcido con la edad. Las ramas, de unos 20 cm de largo, están divididas en 5 a 7 segmentos (normalmente 6).

## Distribución y hábitat
De hábito muy variable, se distribuye de forma dispersa y poco numerosa, generalmente en zonas rocosas a unos 1800 m s. n. m.

## Taxonomía
Tiene una estrecha relación con Euphorbia strangulata y Euphorbia williamsonii.
Euphorbia dekindtii fue descrita por Ferdinand Albin Pax y publicado en Botanische Jahrbücher für Systematik, Pflanzengeschichte und Pflanzengeographie 34: 73. 1904.
Etimología
Euphorbia: nombre genérico que deriva del médico griego del rey Juba II de Mauritania (52 a 50 a. C. - 23), Euphorbus, en su honor – o en alusión a su gran vientre –  ya que usaba médicamente Euphorbia resinifera. En 1753 Carlos Linneo asignó el nombre a todo el género.
dekindtii: epíteto otorgado en honor del naturalista alemán Eugene Dekindt (1865 - 1905), quien durante tres años viajó popr Angola recolectando plantas.
Sinonimia
- Euphorbia fraterna N.E.Br.[6]